# Eccidio di Bretto
L'eccidio di Bretto è un episodio avvenuto a danno di 16 civili nel 1943 nell'ambito degli eventi della seconda guerra mondiale nella frazione di Bretto del comune di Plezzo, allora in territorio italiano.

## Inquadramento storico
L'eccidio, il secondo in ordine temporale e per numero di vittime di un trittico che insanguinò i dintorni di Plezzo in meno di un anno a partire dall'aprile 1943, incominciato con lo scontro del Golobar e terminato con l'eccidio di Malga Bala, ebbe luogo nell'alta valle dell'Isonzo, a ridosso della Valcanale, nella frazione di Bretto di Sopra (Strmec).
Questo territorio era stato annesso al Regno d'Italia solo dopo la fine della prima guerra mondiale a seguito del trattato di Saint Germain del 1919 e oggi fa parte della Slovenia: qui le vicende belliche della seconda guerra mondiale avevano acuito, tra gli appartenenti ai tre gruppi linguistici locali (italiano/friulano, sloveno e tedesco), tensioni derivanti dalle politiche di italianizzazione forzata e di discriminazione degli allogeni, tensioni ulteriormente accresciute dall'applicazione in Valcanale dalla politica delle opzioni che allontanò dalla valle la maggior parte dei residenti di lingua non italiana,,.
Attorno a Bretto da un lato non mancavano gli obiettivi strategici per la Resistenza, essendoci in zona sia una importante arteria di collegamento tra Gorizia e l'Austria che passava attraverso Passo Predil e successivamente Tarvisio, sia, parallelamente a essa, un importante collegamento telegrafico / telefonico, che le miniere di Cave del Predil, allora importante centro minerario.

Dall'altro fu feroce, brutale ed esibita la repressione delle prime attività della Resistenza jugoslava in zona operata dal Regio Esercito Italiano (come avvenuto ad esempio in occasione dello scontro Golobar, nell'aprile del 1943 -e quindi ben prima dell'8 settembre 1943 e del caotico periodo successivo-, le cui vittime furono trascinate a valle dai militari italiani legate col fil di ferro ed esposte nei paesi della valle ad ammonimento di chi avesse voluto emularle,).

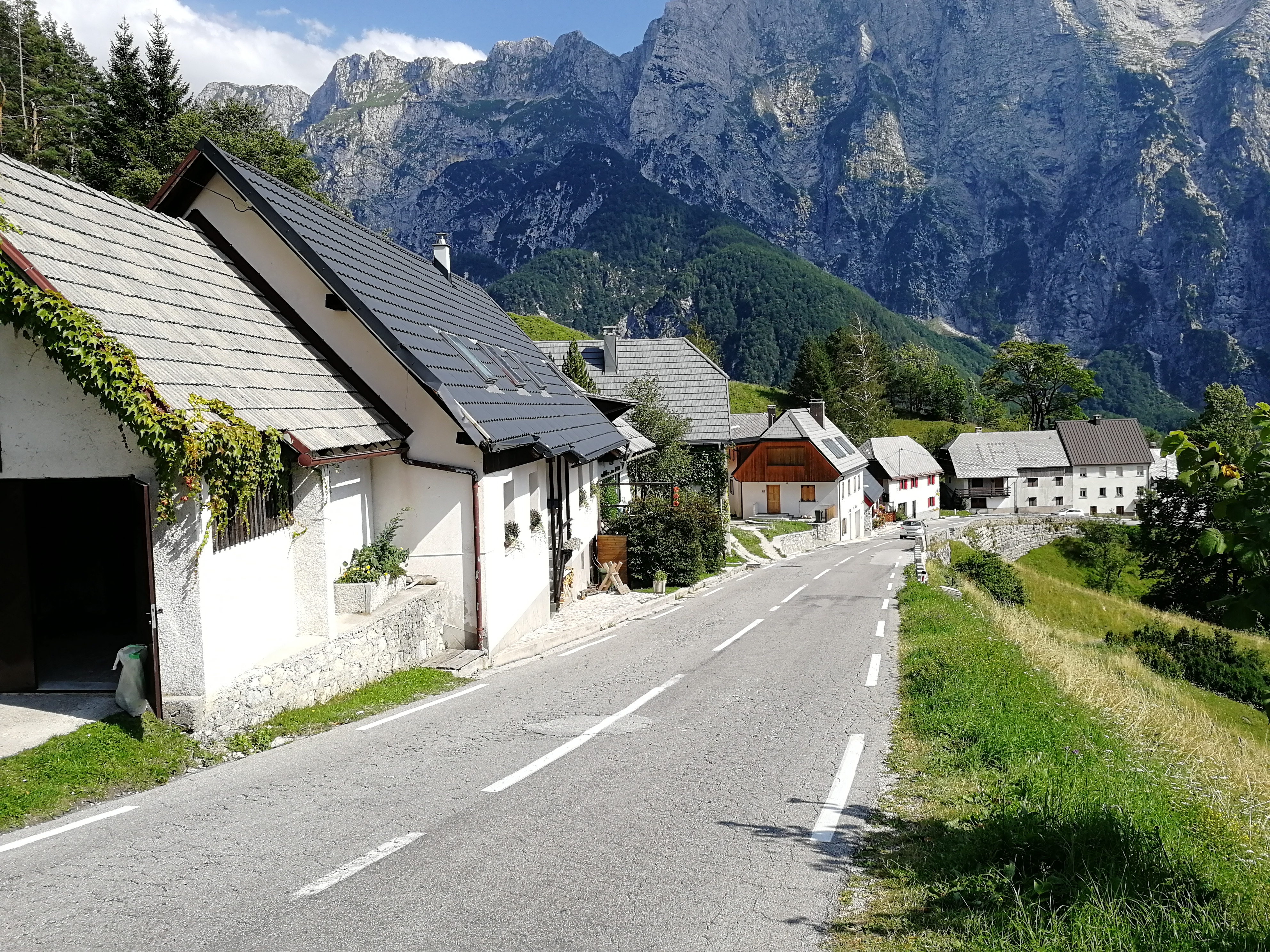
Bretto di Sopra al giorno d'oggi

In questo contesto, la notte tra l'8 e il 9 settembre 1943, a seguito dell'armistizio di Cassibile si verificò a Tarvisio uno dei primi e più importanti episodi di resistenza italiana all'invasione tedesca, attuato dal XVII Guardie alla Frontiera che fronteggiò invano per ore con pochi uomini male armati forze preponderanti delle SS, sino a essere sopraffatto, riportando 29 caduti e dovendo affrontare la deportazione e la detenzione in campo di concentramento,.
Nei mesi successivi alla strage la zona venne quindi inglobata nell'Adriatisches Küstenland (comprendente i territori delle province di Trieste, di Gorizia e di Lubiana) che fu annesso al Reich fino al 1945 unitamente all'Alpenvorland (Prealpi) con le Province di Bolzano, di Trento e di Belluno e le strutture statuali finirono con l'essere sempre più direttamente controllate dall'apparato militare e amministrativo tedesco, e tra queste, pur tra reciproche diffidenze e riluttanze e malgrado gli ordini di combattere contro i tedeschi occupanti impartiti dai comandi dell’Arma nel novembre 1943, ciò avvenne anche per i Carabinieri, inquadrati prima nella Guardia Nazionale Repubblicana, poi nella Milizia di Difesa Territoriale.

## La ricostruzione dei fatti

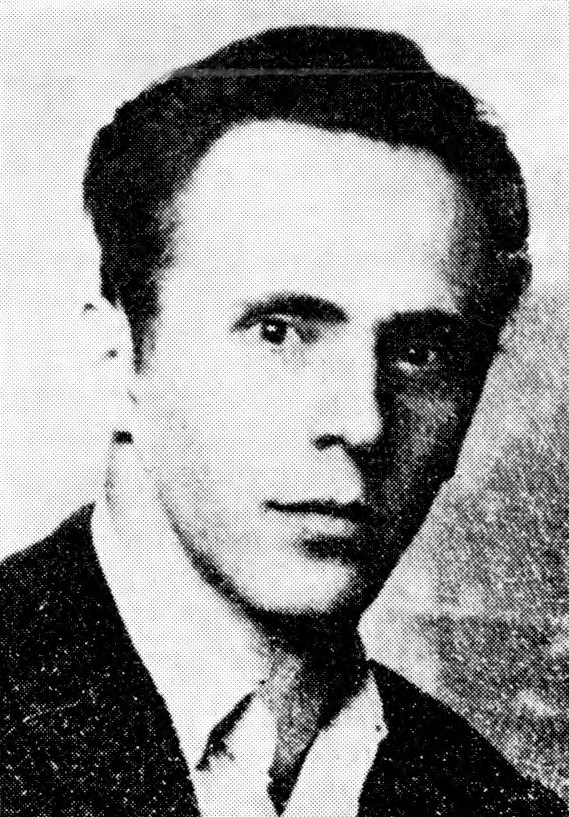
Ivan Likar, da S. Petelin, "Gradnikova Brigada", pg. 795

Il 9 ottobre 1943 alcuni partigiani locali indicati da fonti italiane, come membri del gruppo comandato da Ivan Likar - Sočan (noto al tempo come sabotatore delle linee di comunicazione locali e successivamente eroe nazionale sloveno) e guidati Miha Vencelj, avvisarono gli abitanti di Bretto di Sopra che il giorno dopo avrebbero attaccato i tedeschi, chiedendo di preparare da mangiare per il gruppo dei partigiani,.
La stessa notte un gruppo di partigiani compì un sabotaggio contro la galleria di Bretto, che da Bretto di Sotto si collegava alle miniere di Cave del Predil, facendo deragliare due locomotive del trenino e distruggendo alcuni binari, cosa che comportò una lunga ostruzione della galleria e lunghi e difficoltosi lavori di ripristino.
Nel pomeriggio del giorno seguente i mezzi che stavano riportando da Bretto di Sotto a Bled (secondo altri al comando di Camporosso) alcuni ufficiali tedeschi che avevano raggiunto Otto Hempel (il direttore della miniera di Cave del Predil che l'amministrazione tedesca aveva affiancato all'ing. Nogara), per prendere visione di quanto accaduto (secondo altri per indagare su una presunta sparizione di alcuni dirigenti all'interno della miniera), furono oggetto del fuoco partigiano all'ingresso sud della frazione di Bretto di Sopra, così come poco più tardi avvenne a un camion carico di militari tedeschi condotto da Andrea Cumini che aveva raggiunto Bretto di Sopra da nord: le truppe tedesche subirono così complessivamente 3 morti e 8 feriti (secondo altri i morti furono 4).
Alle nove di sera consistenti truppe provenienti da Passo Predil (verosimilmente del SS-Karstwehrbataillon al comando del SS-Obersturmführer Oswin Merwald che incominceranno in questa occasione un percorso tristemente feroce,) occuparono il paese arrestando quanti non se ne erano già allontanati ed ebbero prova della collaborazione data dagli abitanti ai partigiani quando scoprirono i viveri preparati per rifocillarli come da loro richiesto (secondo altri i soldati tedeschi rinvennero invece delle armi dei partigiani).

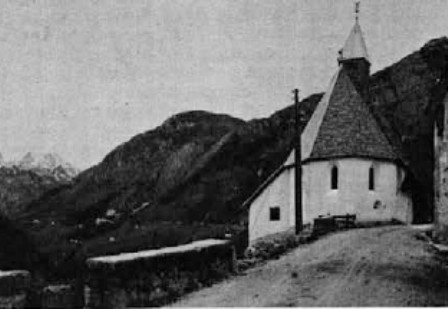
La vecchia chiesa di Strmec distrutta nel rogo del paese, immagine tratta da "Ilustracija", n.6,1931, pg.195

Né le sevizie inflitte a uno dei partigiani rientrato a vedere quale fosse la situazione, Andrea Pohar, né finte fucilazioni inscenate per terrorizzare i prigionieri, né interrogatori pressanti permisero ai tedeschi di individuare i responsabili degli attacchi (che secondo fonti italiane si sarebbero intanto nascosti presso un loro fiancheggiatore Lojs Kravanja), per cui la mattinata dell'11 ottobre, separate le donne dagli uomini, la 24. Divisione SS fucilò questi ultimi, uccise a colpi di calcio di fucile Andrea Pohar e diede alle fiamme il paese del giuliano, lasciando che vi morisse arsa viva una invalida di etnia slovena .

I cadaveri delle vittime rimasero esposti a lungo ad ammonimento della popolazione prima che il comando tedesco, nel marzo 1944 permettesse al parroco di Bretto, don Hlad, di tumularli nel cimitero di Bretto di Sotto.

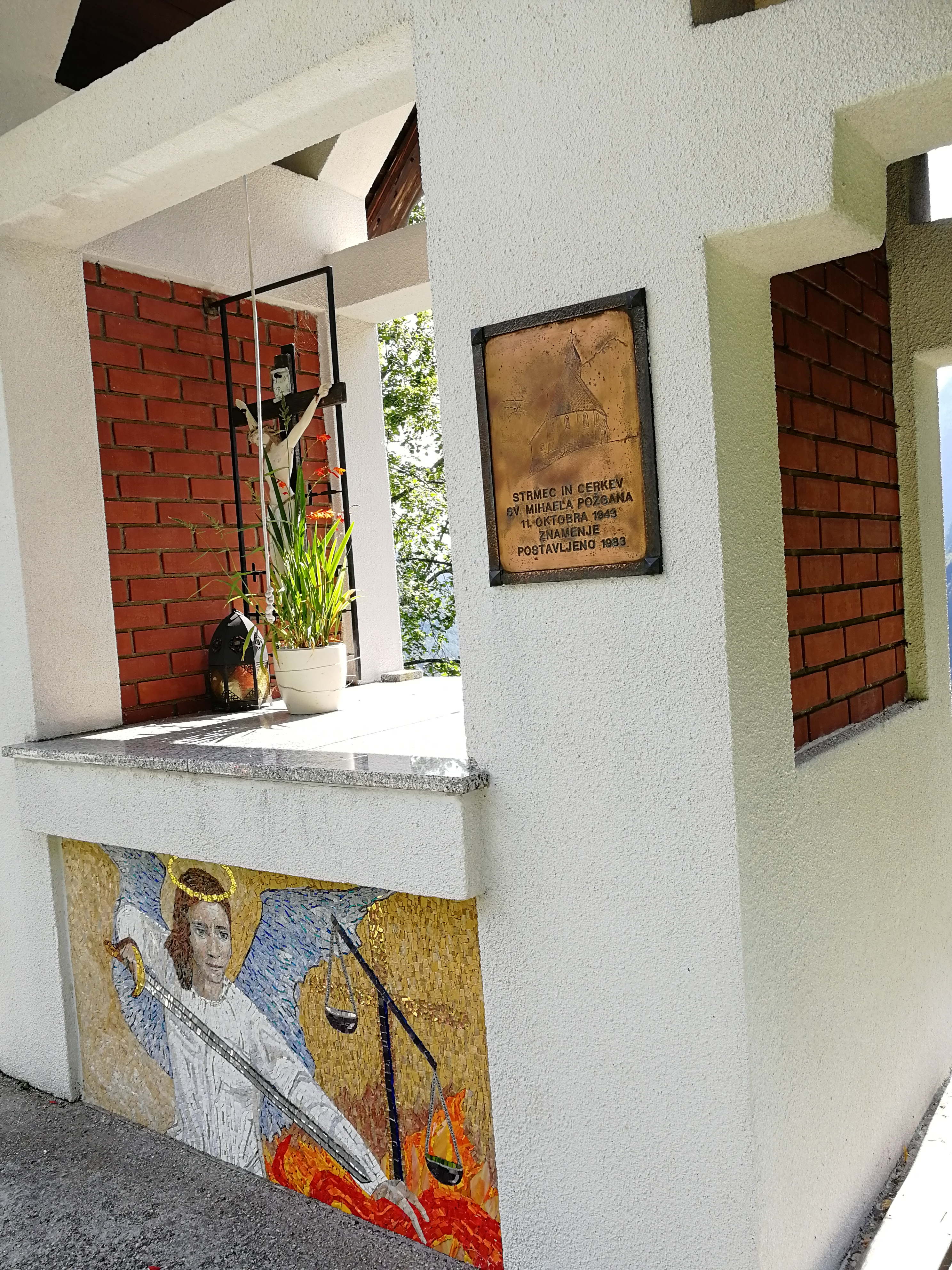
La cappelletta che ricorda la chiesa della frazione distrutta nel rogo

Alla strage scamparono due adolescenti che si trovavano a Bretto per caso e che furono inizialmente arrestati con gli altri abitanti, che i tedeschi utilizzarono come ostaggi per potersi muovere liberamente verso cave del Predil, e che successivamente rilasciarono, e le donne del paese, che durante l'esecuzione materiale della strage furono portate a Bretto di Mezzo.
I sopravvissuti all'eccidio furono condotti in prigionia a Tarvisio e, secondo voci di allora, ivi sorvegliati dai Carabinieri poi vittime della strage di Malga Bala sino alla liberazione ottenuta per intercessione dell'Ing. Nogara, direttore della miniera di Cave del Predil.
L'eccidio non venne successivamente perseguito e lo stesso ufficiale responsabile, dopo aver concluso la guerra nel maggio 1945 a poca distanza da Bretto, riuscì a riparare in Cile.
L'avvenimento è stato considerato da fonti italiane uno dei motivi della successiva strage di Malga Bala: anche questa strage, come altre avvenute in queste zone durante la seconda guerra mondiale, relative a fatti di importanza in qualche modo marginale nel complesso degli eventi bellici, finì col diventare motivo di interesse unicamente di storici locali e progressivamente dimenticata, sorte cui sembra essersi recentemente sottratta la strage di Malga Bala.
Ciononostante dallo spopolamento della frazione conseguente alla strage il documentarista iugoslavo Branislav Bastac trasse spunto nel 1958 per il cortometraggio "Crne Marame" (trad. Fazzoletti neri) ivi ambientato.

## Elenco dei caduti

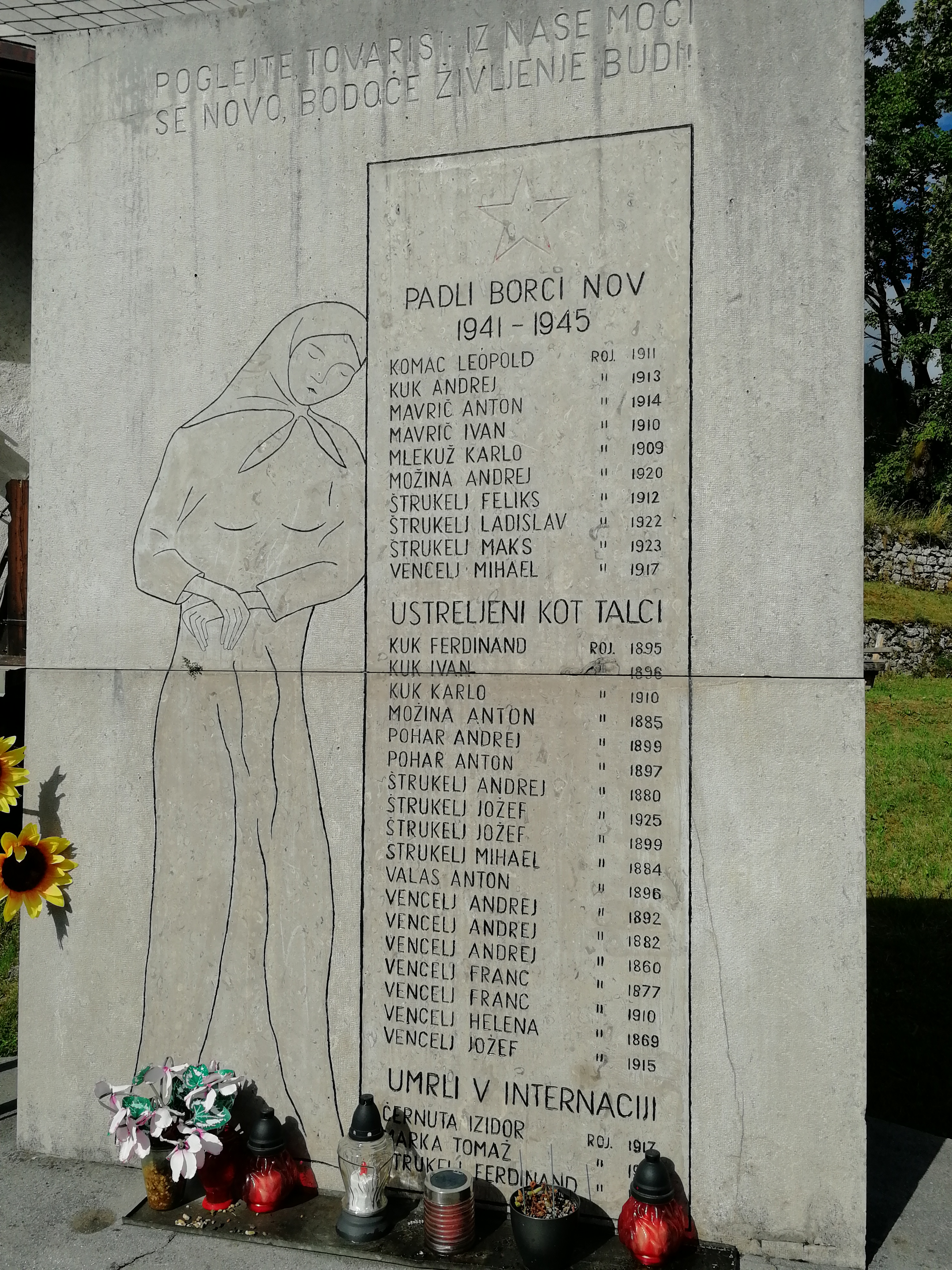
Il monumento commemorativo delle vittime di Bretto di Sopra posto al margine della frazione

Questo è l'elenco delle vittime che al tempo erano cittadini italiani di origine slovena:
1. Vencelj Jožef;
2. Vencelj Andrej e suo figlio;
3. Vencelj Miha;
4. Vencelj Andre;
5. Valas Anton;
6. Valas Franc e suo figlio;
7. Kuk Ferdinand;
8. Kuk Karel;
9. Štrukelj Jožef e suo figlio;
10. Pohar Anton;
11. Pohar Andrej;
12. Mozina Anton;
13. Valas Helena;